# 이범렬
이범렬(李範烈, 1933년 5월 30일 경북 금릉 ~ 1996년 2월 18일)은 대한민국의 법조인이다.

## 생애
예비역 대한민국 공군 소령이다. 1956년부터 15년간 판사로 근무하다가 1971년 시국사범에 대한 이범렬의 무죄 판결에 불만을 품은 제3공화국 정권에 의해 뇌물수수혐의로 구속영장이 청구되었다. 이 사건은 판사들이 항의 표시로 집단 사표를 내면서 제1차 사법파동을 불러왔고, 이범렬은 변호사로 전업했다. 유신체제 하에서는 재야에 머물다가, 국가보위입법회의 입법의원으로 제5공화국에 참여했다.
정치인 이홍구가 이범렬의 매부이다.

## 약력
- 1956년 : 서울대학교 법과대학 학사 학위 후 제2회 판·검사 특별임용시험 합격
- 1956년 : 서울지방법원 판사
- 1959년 : 공군 법무관 (소령)
- 1961년 : 춘천지방법원 판사
- 1964년 : 서울고등법원 판사
- 1966년 : 대전지방법원 부장판사
- 1968년 : 서울민사지방법원 부장판사
- 1970년 : 서울형사지방법원 부장판사
- 1971년 : 변호사 개업
- 1980년 : 국가보위입법회의 입법의원
- 1981년 : 중앙선거관리위원회 위원
- 1985년 : 농림수산부 행정심판위원
- 1986년 : 법무부 형사정책자문위원
- 1987년 : 대한변호사협회 헌법재판 연구위원장· 형법개정소위원회 위원
- 1992년 : 대한상사중재원 위원

## 같이 보기
- 제1차 사법파동

## 참고 자료
- “이범렬”. 엠파스 백과사전. 2008년 2월 23일에 확인함.
- “이범렬 변호사”. 세계일보. 1996년 2월 21일. 22면면. 2016년 3월 10일에 원본 문서에서 보존된 문서. 2008년 2월 23일에 확인함.
- 김승일 기자 (1996년 2월 21일). “71년 사법파동 촉발 주인공/타계 이범렬 변호사”. 한국일보. 37면면. 2008년 2월 23일에 확인함.[깨진 링크(과거 내용 찾기)]